# Bugatti
Automobiles Ettore Bugatti foi um fabricante alemão e depois francês de automóveis de alto desempenho. A empresa foi fundada em 1909 na então cidade francesa de Molsheim, na Alsácia, pelo designer industrial italiano Ettore Bugatti. Os carros eram conhecidos por sua beleza de design e por suas muitas vitórias em corridas. Os famosos automóveis Bugatti incluem os carros Type 35 Grand Prix , o Type 41 "Royale" , o Type 57 "Atlantic" e o Type 55 sport car.
A morte de Ettore Bugatti em 1947 foi um duro golpe para a marca , e a morte de seu filho Jean Bugatti em 1939 significou que não havia sucessor para liderar a fábrica. Não mais do que cerca de 8 000 carros foram fabricados. A empresa lutou financeiramente e lançou um último modelo na década de 1950 antes de ser comprada para seu negócio de peças de avião em 1963.
Em 1987, um empresário italiano comprou a marca e a reviveu como Bugatti Automobili SpA.

## Veículos
Automobiles Ettore Bugatti (1910–62)
- Bugatti Type 13
- Bugatti Type 18
- Bugatti Type 35
- Bugatti "Royale" Type 41
- Bugatti Type 46
- Bugatti Type 55
- Bugatti Type 57
- Bugatti Type 101
- Bugatti Type 252

Bugatti Automobili S.p.A. (1987–95)
- Bugatti EB110
- Bugatti EB112
- Bugatti EB118
- Bugatti EB218